# Plemena králíků

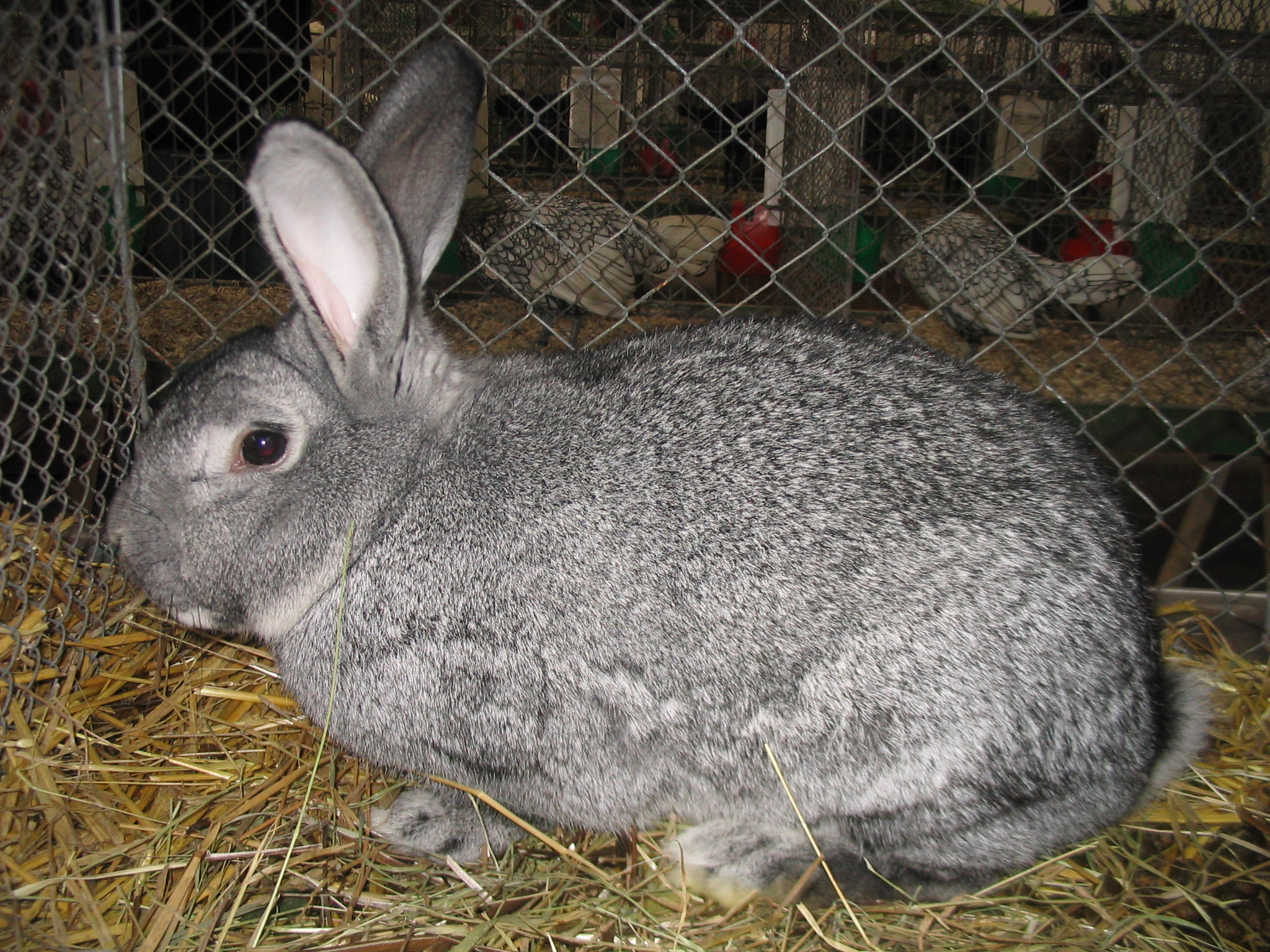
Činčila velká

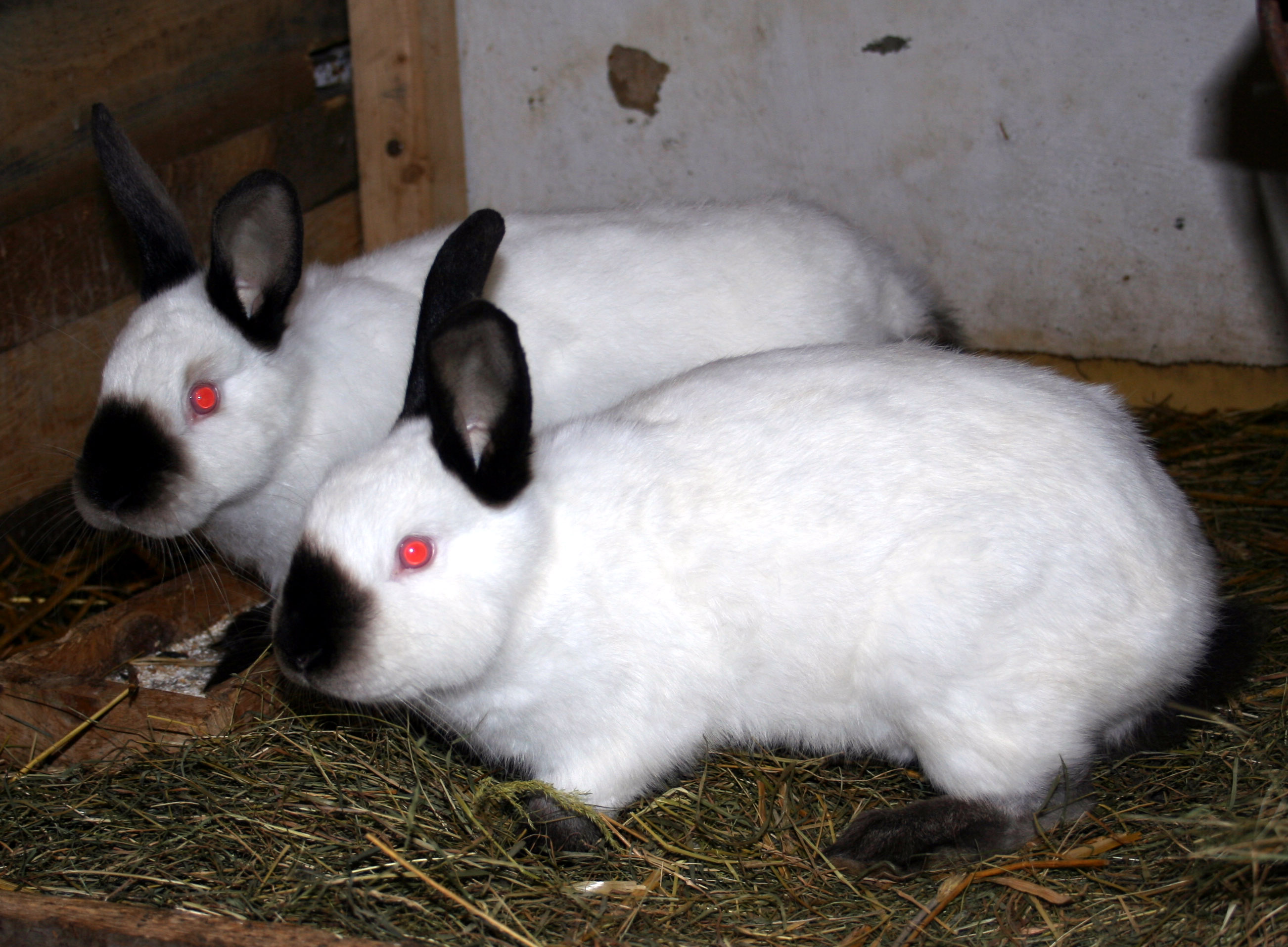
Kalifornský králík

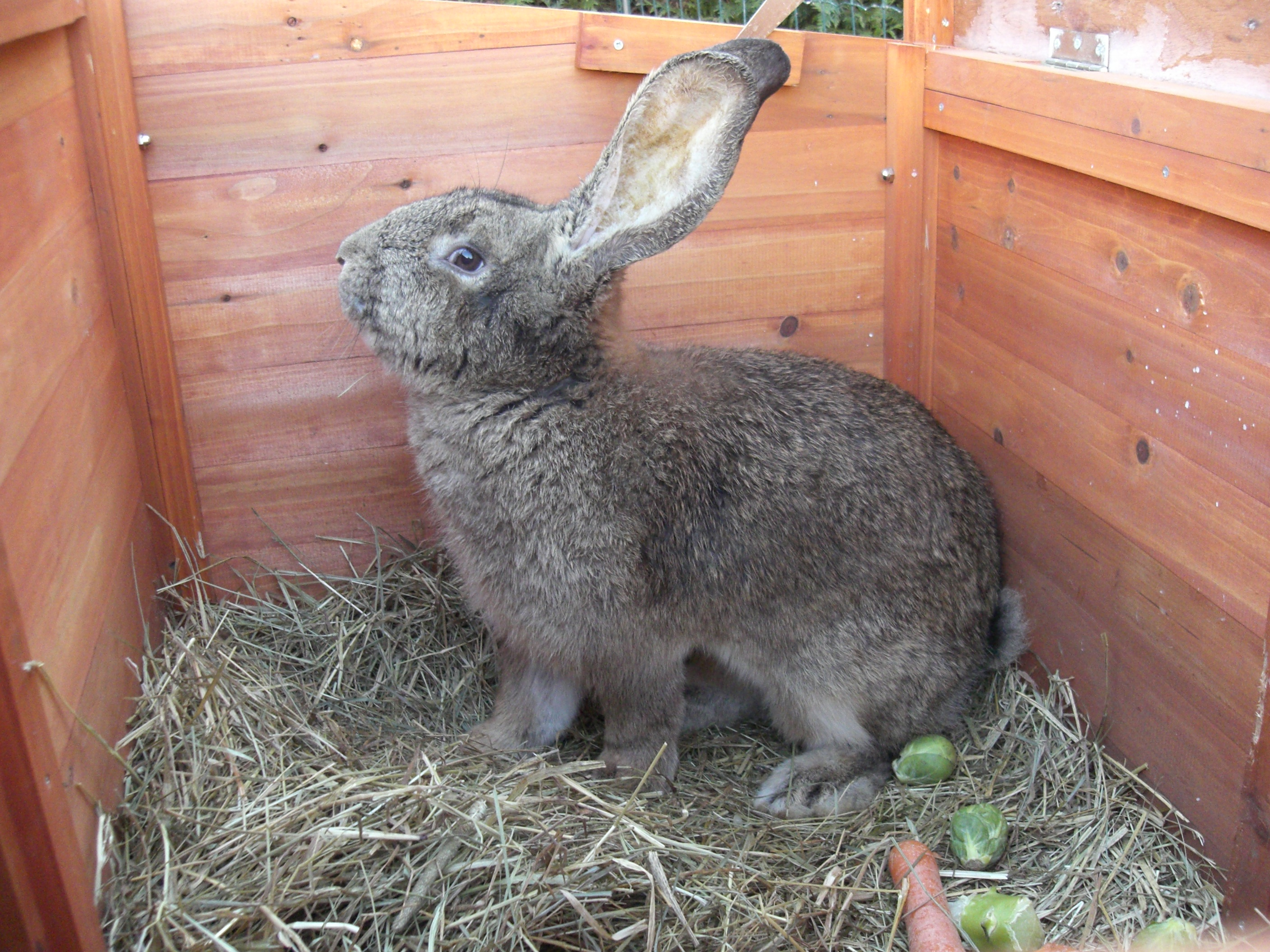
Belgický obr

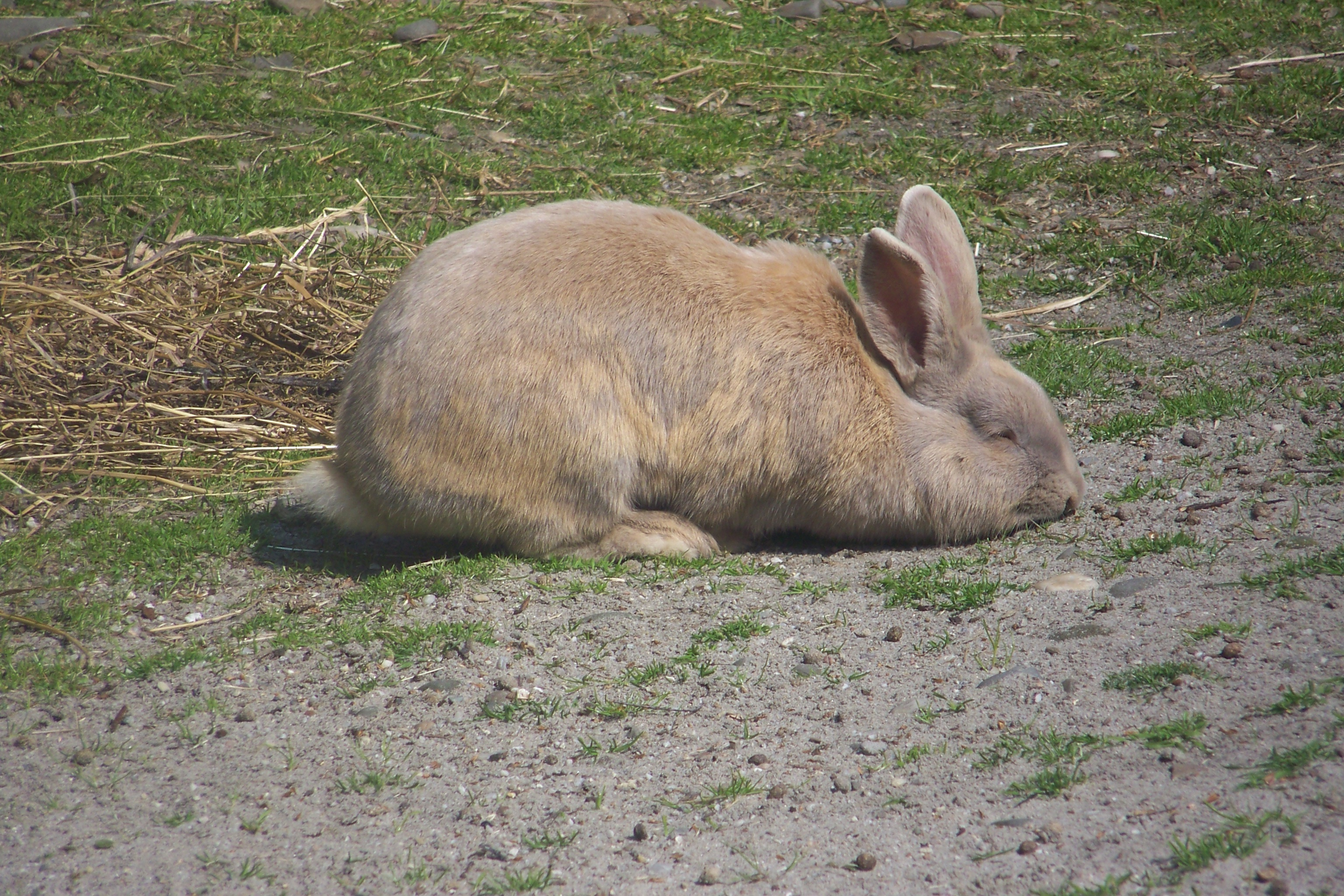
Český luštič

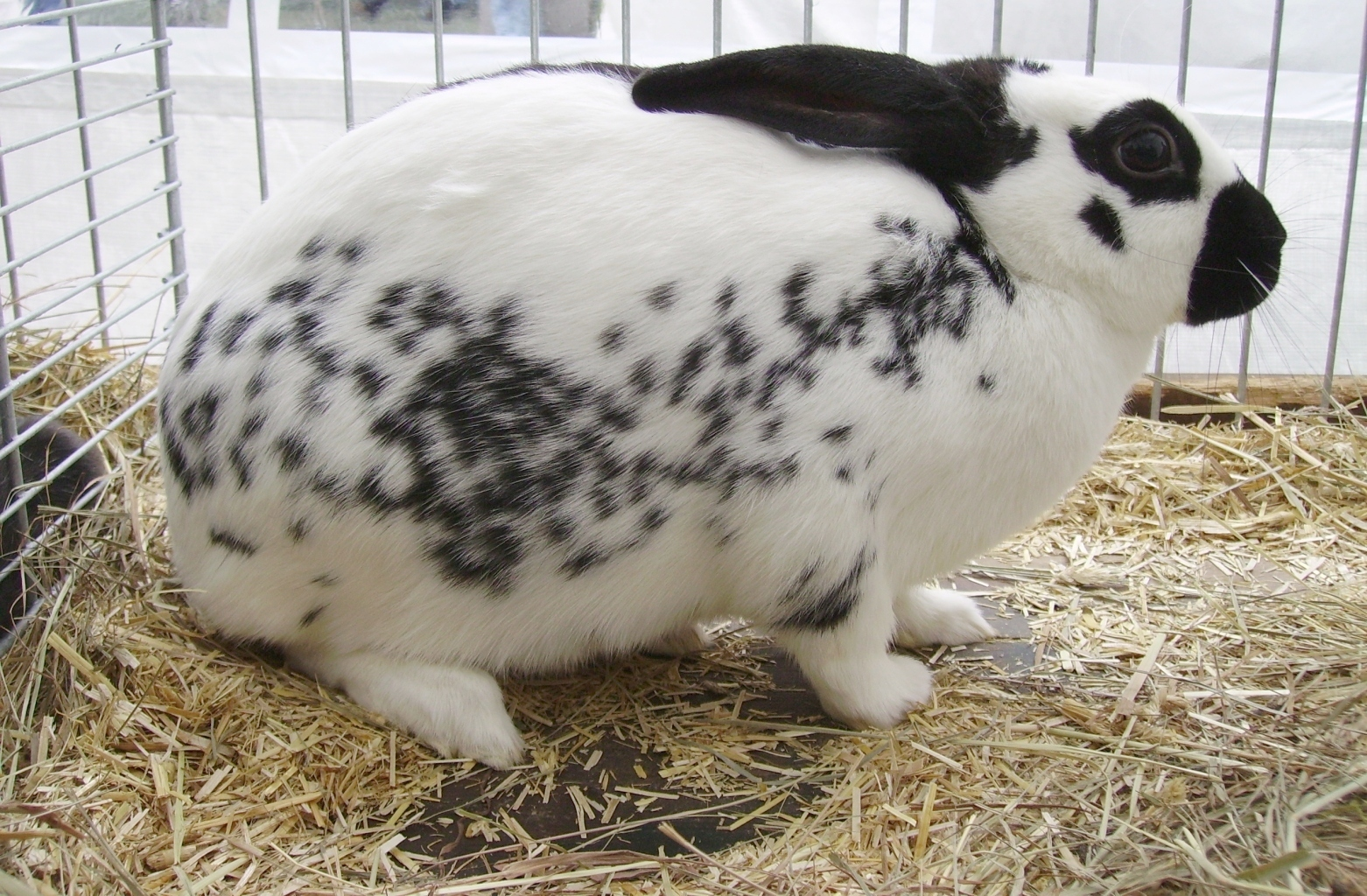
Rex střední

Stejně jako u všech ostatních domácích zvířat, i u králíka domácího se setkáváme s velkým množstvím vyšlechtěných plemen. Králík domácí je monofyletický, tzn. že na jeho vzniku se v rámci fylogeneze podílel pouze jeden předek - a to králík divoký.
Dnes je uznáváno asi 100 plemen králíků (65 základních, zbytek jsou rexové a zakrslá plemena).

## Rozdělení plemen
Je mnoho hledisek, jak plemena králíků dělit. Buďto podle tělesného rámce (velký, zakrslý...), podle užitkovosti (masná, hobby...), podle struktury srsti (krátkosrstá, dlouhosrstá) nebo podle teritoriálního rozšíření, tzn. podle toho, kde byla vyšlechtěna.
Dle užitkovosti:
- masná (např. činčila velká, novozélandský bílý, kalifornský, velký světlý stříbřitý)
- vlnařská (např. angora)
- kožešinová (např. kastorex, rexy, saténový)
- kombinovaná (např. vídeňský)
- sportovní či zakrslá (např. zakrslý beran, hermelín)

Podle hmotnosti a délky srsti:
- velká (např. belgický obr, moravský modrý)
- střední (např. činčila velká, vídeňský, novozélandský, kalifornský, český strakáč, zemplínský králík)
- malá (např. činčila malá, malý beran, holandský)
- zakrslá s normální srstí (např. zakrslý beran, hermelín)
- dlouhosrstá (např. angora, liščí)
- krátkosrstá (např. kastorex, rexi)
- se zvláštní strukturou srsti (např. saténový)